# Herb Abramson

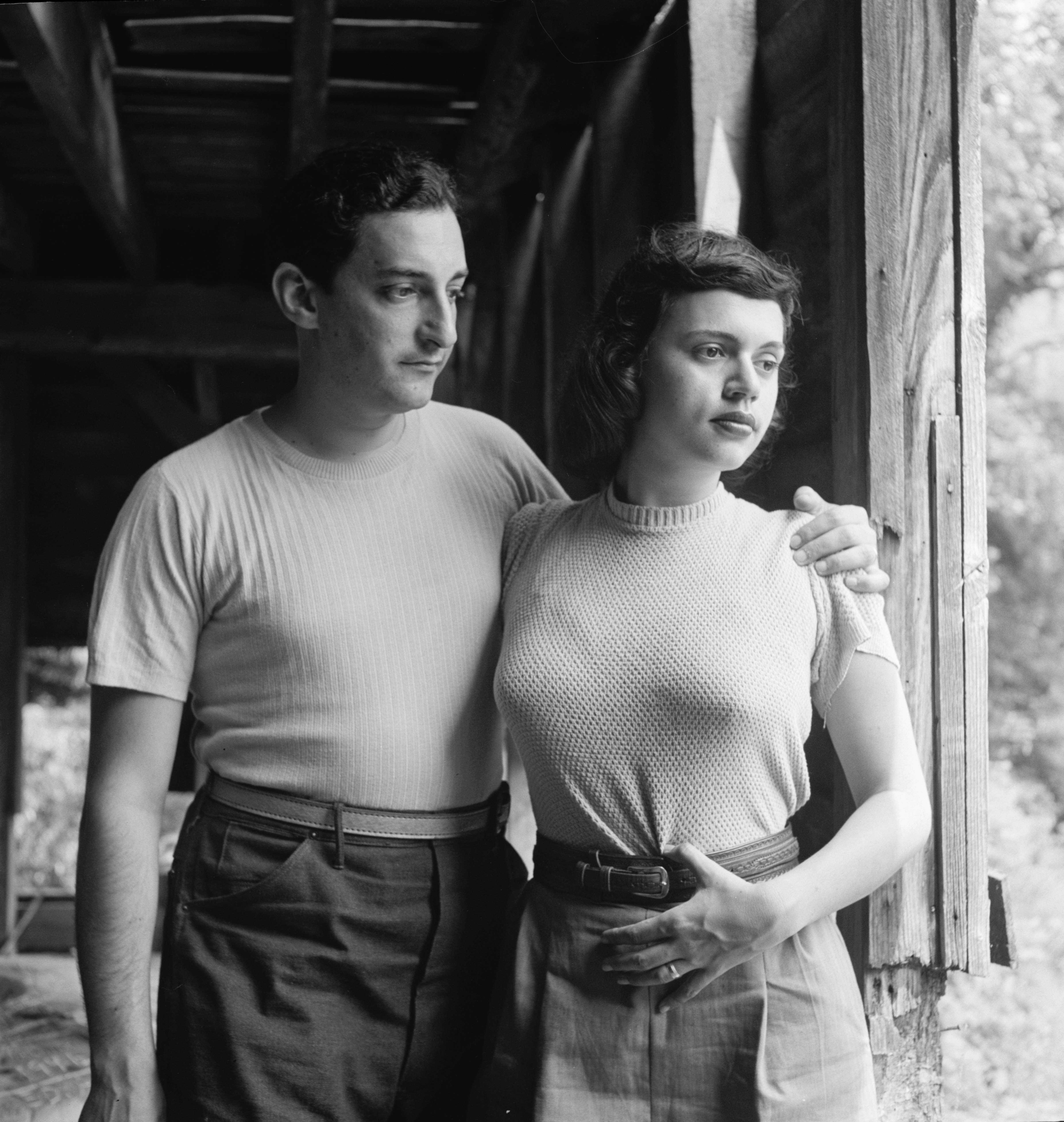
Herb und Miriam Abramson, ca. 1947. Fotografie von William P. Gottlieb.

Herbert C. Abramson (* 16. November 1916 in Brooklyn, New York City; † 9. November 1999 in Henderson, Nevada) war ein US-amerikanischer Musikproduzent im Rhythm and Blues der 1940er und 1950er Jahre und einer der Gründer des Independent-Labels Atlantic Records.

## Erste Berufe in der Musikbranche

Joe Turner - Watch that jive

Abramson ging in New York zur Schule und begann anschließend ein Studium der Zahnmedizin. Neben seinem Studium arbeitete er ab 1945 als freier Produzent für die gerade gegründete Plattenfirma National Records. Er produzierte anfangs den S. K. Blues, den Johnson and Turner Blues und Watch That Jive für Big Joe Turner (aufgenommen in der Session vom 2. Februar 1945) sowie A Cottage For Sale (2. Mai 1945, veröffentlicht im Juni 1945; National #9014) und Prisoner Of Love (September 1945 / Januar 1946; National #9017) für Billy Eckstine. Eine der ersten Singles bei National Records war Bum Dee Dah Rah Dee von Gatemouth Moore, aufgenommen am 15. November 1945 (#4004).

Ravens - Ol’ Man River

Während Abramson noch für National Records arbeitete, gründete er im Mai 1946 ein eigenes Label. Jubilee Records hatte sich auf Gospelmusik spezialisiert, Ableger Quality für Jazz. Außer den Orioles gab es in der Startphase im Label-Katalog fast kaum andere Künstler. Abramson produzierte hier am 2. Januar 1946 lediglich zwei Gospel-Platten für Sister Ernestine Washington, nämlich Does Jesus Care? / The Lord Will Make a Way Somehow (Jubilee #2501) und Where Could I Go But to the Lord / God's Amazing Grace (Jubilee #2502) mit der Bunk Johnson's Jazz Band, die damals nicht veröffentlicht wurden. Vertriebsmann Jerry Blaine wurde kurze Zeit nach Gründung auch Mitgesellschafter. Am 4. Januar 1947 hatte Abramson seinen vorläufig größten Erfolg als Produzent für National Records, als die von ihm mit dem schwarzen Komiker Dusty Fletcher produzierte absurde Platte Open The Door Richard (National #4012) in den Billboard-Charts Platz 3 erreichte und über eine Million Exemplare umsetzte, der spätere Drifters-Manager George Treadwell spielte in der Session Trompete. Im Juli 1947 verhinderte eine rechtzeitige Intervention von Abramson, dass die bei National unter Vertrag stehenden Ravens ins Gefängnis kamen; sie hatten einige Exemplare der im Juni 1947 erschienenen Single Ol‘ Man River (aufgenommen am 24. April 1947) von der George Washington Bridge in den Hudson River geworfen, was Abramson gegenüber der Polizei als Werbegag herunterspielte. Abramson gilt als Ko-Produzent dieses Millionensellers. Im September 1947 verkaufte Abramson – wegen unüberbrückbarer Differenzen in der Produktionspolitik – seinen Firmenanteil an Jubilee Records an Mitgesellschafter Blaine und hatte damit das Startkapital für ein neues Unternehmen zusammen. Erst Blain verhalf Jubilee Records danach zum Durchbruch.

## Atlantic Records
Zusammen mit Ahmet Ertegün (mit einem Einsatz von geliehenen $ 10.000) gründete Abramson ($ 2.500) im September 1947 Atlantic Records und wurde dort Geschäftsführer, seine Frau Miriam übernahm die Verwaltung und Buchführung und hatte damit eine Schlüsselrolle inne. Ertegün besaß keinerlei Kenntnis über die Funktionsweise der Musikindustrie. Abramson war der einzige bei Atlantic in der Gründungsphase, der Vorkenntnisse als Produzent und Labelinhaber mitbrachte. Die ersten Aufnahmesessions bei Atlantic fanden unter Aufsicht von Herb statt. Abramson unternahm mit Ertegün viele Reisen, um Talente für ihr Label zu gewinnen. Im Jahr 1947 fand er in einem New Yorker Tonstudio den Toningenieur Tom Dowd und schlug Ertegün vor, ihn bei Atlantic Records anzustellen. Im darauf folgenden Jahr entdeckte er zusammen mit Ertegun in Washington D. C. die junge R&B-Sängerin Ruth Brown, die im Januar 1949 einen Plattenvertrag erhielt. Während einer Reise in die Südstaaten entdeckte Abramson im Jahr 1949 Professor Longhair, dessen erste sechs Plattenaufnahmen für Atlantic Records Hey Now Baby (als Roland „Bald Head“ Byrd And His New Orleans Rhythm), She Walks Right In (als Roy „Baldhead“ Byrd; Atlantic #897, veröffentlicht im Februar 1950, B-Seite von Mardi Gras in New Orleans), Hey Little Girl / Willie Mae (Roland Byrd; Atlantic #947, veröffentlicht im Oktober 1951), Walk Your Blues Away / Professor Longhair Blues (mit The Blues Scholars; #906, Mai 1950) Abramson im Dezember 1949 in New Orleans produzierte. Herb übernahm im April 1951 Big Joe Turner, der nach einem Dutzend Labels bei Okeh Records gelandet war, zu Atlantic, im selben Monat 1951 gaben Herb und Ertegün den Clovers einen Plattenvertrag, Turner nahm am 19. April 1951 mit The Chill Is On / Bump Miss Suzie seine erste Atlantic-Single auf (Atlantic #949, November 1951). Abramson produzierte die Aufnahmesession mit Ray Charles vom 11. September 1952, aus der die Titel The Sun's Gonna Shine Again, Roll With Me Baby, The Midnight Hour und Jumpin' In The Morning hervorgingen. Er produzierte auch den Millionenseller Chains of Love (19. April 1951) und Still in Love (With You) (23. September 1952) für Joe Turner.
Im Februar 1953 wurde Abramson als Zahnarzt zum Militär nach Deutschland eingezogen, Jerry Wexler folgte im Juni 1953 als Ersatz und übernahm einen 13 %-Anteil an Atlantic Records. Als Abramson im April 1955 vom Militärdienst zurückkehrte, fand er eine völlig veränderte Plattenfirma vor. Er selbst brachte eine deutsche Freundin namens Brunhilde mit, was 1957 zur Scheidung von Miriam führte. Abramson produzierte nach seiner Militärzeit nur noch die Mabel-Mercer-LP Sings Cole Porter (Atlantic #1213, aufgenommen am 7. November 1954, veröffentlicht 1955) und vier Titel für die Al-Hibbler-LP After the Lights Go Down Low (#1251, 1956). Wie bereits vor seiner Einberufung, produzierte er auch danach nur wenige Titel, während Wexler neben Ertegün die kreative Hauptarbeit leistete.

## Labelchef bei Atco Records
Im August 1955 wurde er Chef des neu gegründeten Tochterlabels Atco Records. Das Label hatte Erfolg mit den von Leiber/Stoller musikalisch komplett versorgten Coasters, Abramson konnte jedoch Bobby Darins Talente nicht zum Vorschein bringen. Die drei ersten Singles für Atco I Found a Million Dollar Baby / Talk To Me Something (Mai 1957, Atco #6092), Don’t Call My Name / Pretty Baby (aufgenommen am 21. August 1957, #6103) und Just in Case You Changed Your Mind (Mai 1957) / So Mean (21. August 1957, #6109) konnten nicht die Hitparade erreichen. Als Abramson plante, Darin nach Auslauf seines Plattenvertrages am 1. Mai 1958 zu feuern, wandte sich dieser an Ertegün und Wexler. Der nächste Titel Splish Splash fand weder bei Abramson noch bei Wexler Anklang, doch Ertegün hatte die beiden Kollegen überstimmt. Nach Veröffentlichung am 19. Mai 1958 entwickelte sich Splish Splash zum Millionenseller und verhalf dem Künstler zum Durchbruch. Abramson produzierte danach die LP Bobby Darin (veröffentlicht im September 1958), auf der die ersten erfolglosen Singles enthalten waren. Noch im Dezember 1958 verließ Abramson Atco freiwillig und überließ seine Firmenbeteiligung an Atlantic Records für 300.000 Dollar seiner Ex-Frau Miriam Bienstock (nunmehr verheiratet mit dem Musikverleger Freddy Bienstock) und Nesuhi Ertegün.

## Kurzlebige eigene Plattenlabels

Bobby Comstock – Tennessee Waltz

Dieses Geld investierte er im Dezember 1958 für seine eigenen kurzlebigen Plattenlabel Triumph Records, zusammen mit dem Tochterlabel Blaze. Hier entstand am 27. Oktober 1959 die musikologisch wichtige erste Gene-Pitney-Single unter dem Pseudonym Billy Bryan und dem Titel Cradle of My Love / Going Back To My Love, erschienen im November 1959 (Blaze #351). Bei Triumph erschien zuvor im Juni 1959 die unterbewertete Bluessängerin Varetta Dillard mit Good Gravy Baby (#608). Diese übernahm auch das von Abramson bereits 1959 geschriebene (Twee-twee-twee) The Lovin' Bird für das Plattenlabel Blaze. Bobby Comstock brachte auf Triumph im September 1959 eine späte Rockabilly-Version des Tennessee Waltz heraus, die es bis auf Rang 52 der Popcharts brachte. Das Label Festival gründete Abramson 1960, das von Comstock im September 1961 Just A Piece of Paper auf den Markt brachte. Jimmy Ricks & The Ravens, im Kern die Gruppe von National Records, veröffentlichten hier im Dezember 1961 ihre am 10. November 1961 entstandene Version der Otis-Blackwell-Komposition Daddy Rollin‘ Stone. Die Labels hatten keine großen Hits zu bieten und wurden letztlich Ende 1967 wieder liquidiert. Abramsons Investitionen hatten sich nicht gelohnt.

Tommy Tucker – High-heel Sneakers

Im Mai 1962 erwarb er für 10.000 Dollar das A-1 Tonstudio, dem ursprünglichen Atlantic-Tonstudio in New Yorks 56. Straße, und nahm hier Titus Turner, Tommy Tucker, Otis Blackwell und Louisiana Red auf. Er produzierte hier vermutlich bereits 1962 Tommy Tuckers Eigenkomposition und spätere Mods-Hymne Hi Heel Sneakers mit der markanten Gitarrenarbeit von Welton „Dean“ Young, die nach Veröffentlichung beim Chess-Records-Tochterlabel Checker Records am 13. Januar 1964 einen Rang 11 der Popcharts erreichte und mit rund 200 Versionen zu den viel gecoverten Songs gehört.
Tucker stellte dem Produzenten den Blues-Interpreten Louisiana Red vor, den er in acht von Abramson produzierten Aufnahmesessions zwischen 1965 und 1973 mit 78 Titeln verewigte. Eine Auswahl hiervon erschien zusammengestellt auf der 1972 veröffentlichten LP Louisiana Red Sings The Blues in der Besetzung Napoleon „Snags“ Allen, Sidney Barnes, Dave „Baby“ Cortez, Bill Dicey, Leonard Gaskin und Tommy Tucker. Abramson, dem der große Erfolg sowohl als Produzent als auch als Inhaber von Plattenlabels verwehrt blieb, lebte ab 1965 in Culver City/Kalifornien in Armut.

## Statistik und Auszeichnungen
Abramson war im Gegensatz zu Ertegün und Wexler kaum als Komponist hervorgetreten. Insgesamt listet BMI 19 Titel auf, von denen Don Cornells Country-Song I’m Yearning (September 1953), Night Flight (mit Jimmy Forrest, Mai 1959) noch am bekanntesten waren. Zusammen mit Don Covay verfasste er 1964 die Nachfolgesingle Long Tall Shorty für Tommy Tucker. Im Februar 1998 erhielt Abramson von der Rhythm & Blues Foundation den Pioneer Award.